# Vesterskov (Silkeborgskovene)
 For alternative betydninger, se Vesterskov. (Se også artikler, som begynder med Vesterskov)
Silkeborg Vesterskov er et stort skovområde syd for Silkeborg, mellem Almindsø, Horsensvejen, Virklund, Thorsø, Jenskær, Funderholme med Tranevig og Ørnsø. Silkeborg Vesterskov har et areal på 684 hektar (702 ha hvis man medregner Østerskov Vest, som er skovstykket mellem Odderbæk og Horsensvejen), og er en varieret statsskov der drives med en blanding af løv- og nåletræer med beplantninger af blandt andet store douglasgran, nobilis og sitkagran; nogle af douglasbevoksningerne er med mere end 200 år gamle træer nu blandt Danmarks højeste, levende træer.
Store dele af skoven er habitatområde og en del af natura 2000-område nr. 57 Silkeborgskovene. Midt i skoven ligger den gamle bøgeskov ”Knagerne”, som blev fredet allerede i 1921. Knagerne er på omkring 5 ha og blev plantet i 1773, så træerne er således mere end 245 år gamle; området har siden fredningen fået lov til at passe sig selv og fremstår i dag som urørt naturskov, der er ved at gå i forfald. .
Naturpakken 2016 medførte i 2018 at der i Vesterskov, Nordskov og Kobskov, blev udpeget 256 hektar urørt løvskov og 185 ha anden biodiversitetsskov
I sydvestenden af skoven, vest for skovfogedboligen Kongshus ligger Frederik 7.s Høj, der med 123 meter over havet er det højeste punkt i Silkeborg-området.
I samme ende af skoven, tæt ved Kærhus, findes der spor efter en gammel brunkulsmine.
Minen menes at have gået 50 meter ind i skrænten, og lysskakterne er styrtet sammen, men der kan stadig findes spor efter den.
Den nedlagte Bryrupbanen, der nu er omdannet til Naturstien Horsens-Silkeborg, går gennem skoven fra Virklund til Silkeborg.
talt. Ved Almindsø ligger en badestrand, der blev etableret af tyskerne, da de under 2. verdenskrig havde hovedkvarter i Silkeborg Bad. I skoven omkring ligger også adskillige bunkers, bygget til forsvar af hovedkvarteret.